# 35-та окрема бригада морської піхоти (Україна)
35-та окрема бригада морської піхоти імені контрадмірала Михайла Остроградського (35 ОБрМП, в/ч А0216) — з'єднання морської піхоти України. Місце базування — с. Дачне на Одещині.
Військова частина сформована у 2018 році. Брала участь у позиційних боях на сході України під Маріуполем. 2022 року відбивала російський напад. 2023 року брала участь у контрнаступі на півдні.
Бригада носить ім'я контрадмірала Михайла Остроградського — командувача Чорноморським флотом Української Держави.

## Історія

### Створення
Бригада створена на підставі Спільної Директиви Міністерства оборони України та Генерального штабу Збройних Сил України від 24.05.2018 року № Д-322/1/9дск. Перший свій наказ командир новосформованої бригади підписав 21 вересня того року і саме цю дату визначено Днем частини.
Бригада формувалася протягом 2018 року розгортанням з 137-го батальйону та артилерії, переданої зі складу 32-го реактивного артилерійського полку.[джерело?] Місце базування — село Дачне на Одещині. Будувалося нове військове містечко. Восени 2018 року бригада розпочала активний набір новобранців на військову службу за контрактом. Відбір кандидатів для неї визначено, як один з пріоритетних напрямків під час набору на військову службу за контрактом для військових комісаріатів та вербувальних центрів Військово-Морських Сил.
12 жовтня 2018 року відбулась інспекція за участі вищого керівництва держави навчань із захисту Азовського узбережжя, у яких підрозділи бригади[джерело?] брали участь.
У листопаді 2018 року військовики бригади та курсанти факультету морської піхоти Військової академії пройшли випробування та склали Клятву морського піхотинця.
- Навчання на полігоні
- Морські піхотинці на навчаннях

23 травня 2019 року під час святкування Дня морської піхоти України в Маріуполі бригада отримала Бойовий прапор.
10 грудня 2019 року в с. Дачне на території військового містечка було відкрито меморіальний комплекс загиблим воїнам 35-ї окремої бригади морської піхоти.
23 серпня 2020 року бригаду названо на честь контрадмірала Михайла Остроградського.
30 жовтня 2020 року у пункті постійної дислокації бригади введена в експлуатацію нова казарма поліпшеного планування для контрактників. Двоповерховий гуртожиток розрахований на 125 місць, а мешкатимуть в ньому військовослужбовці сержантського та старшинського складу.

### Російське вторгнення 2022 року
4 жовтня 2022 року бригада повідомила про звільнення Давидового Броду на Херсонщині.
У лютому 2023 року бригада воювала під Вугледаром. Вона взяла участь у відбитті атаки великої бронегрупи російських військ разом з 72 ОМБр та 55 ОАБр.
27 липня 2023 року українські ЗМІ повідомили, що підрозділи 35-ї окремої бригади морської піхоти разом з 7-м окремим батальйоном «Арей» звільнили с. Старомайорське.
У січні 2025 року бригада воювала у Кураховому.

## Структура
- управління (штаб) бригади
- 1 батальйон морської піхоти
- 2 батальйон морської піхоти
- 18-й окремий батальйон морської піхоти (А4210, смт. Сарата)
- 88-й окремий десантно-штурмовий батальйон (А2613, м. Болград)[20]
- 137-й окремий батальйон морської піхоти (А3821, с. Дачне)
- окремий спеціалізований батальйон «Шквал»[21]
- танковий батальйон
- бригадна артилерійська група:
  - батарея управління та артилерійської розвідки
  - гаубичний самохідно-артилерійський дивізіон
  - протитанковий артилерійський дивізіон
  - реактивний артилерійський дивізіон
- зенітний ракетно-артилерійський дивізіон
- ремонтно-відновлювальний батальйон
- група інженерного забезпечення
- група матеріального забезпечення
- розвідувальна рота
- рота снайперів
- рота радіоелектронної боротьби
- рота радіаційного, хімічного, біологічного захисту
- польовий вузол зв'язку
- медична рота

## Командування
- 2018—2021: полковник Палас Микола Дмитрович[22]
- 2021—???: полковник Андрієнко Юрій Олександрович[23][24]
- 2023—01.2025: Олійник Сергій[18]
- 01—02.2025: Орлюк Кирило[18]
- з 2025: полковник Булахов Олексій Юрійович[18][19]

## Традиції
23 серпня 2020 року, з метою відновлення історичних традицій національного війська щодо назв військових частин, зважаючи на зразкове виконання поставлених завдань, високі показники в бойовій підготовці, а також з нагоди відзначення Дня незалежності України, Указом Президента України № 345/2020 бригаді присвоєно почесне найменування «імені контрадмірала Михайла Остроградського».
- Стенд із повною назвою
- Меморіальний комплекс загиблим воїнам 35-ї бригади морської піхоти

## Озброєння
На озброєння бригади надходять танки Т-80, ПТРК «Стугна-П», а також інша зброя. Один із батальйонів озброюється спеціальними бронеавтомобілями «Варта», а інший — БТР-7 (БТР-70ДІ).

## Втрати
Відомо про 22 імен загиблих військовиків бригади.